# Allomorf
A nyelvészetben allomorf az elnevezése a morféma egyik lehetséges változatának. Az utóbbi elvont, elméleti elem, amely fogalmát a strukturalista nyelvészek vezették be a nyelvtudományba a szintén elvont entitásnak tekintett nyelv elemeként. Az allomorf szó tulajdonképpen a „morf” terminusból képzett. Ez azt a konkrét elemet nevezi meg, amely a morfémát valósítja meg a nyelv konkrét megfelelőjében, a beszédben. Az „allomorf”, „morf” és „morféma” szakszavakat analógia útján alkották meg a fonológiában használt „allofón”, „fón” (beszédhang), illetve „fonéma” terminusokkal.
Mindenféle morfémának lehetnek allomorfjai. Ez lehet lexikai, azaz tőszó vagy képző; lexikai és egyben grammatikai morféma, azaz toldalékolt szótő; grammatikai morféma, azaz grammatikai toldalék.
Allomorfok gyakran a nyelvtörténetben végbement változások nyomán jöttek létre, azaz olyan morféma, amelyet egy adott időszakban csak egy morf képviselt, oda fejlődött, hogy több valósítja meg.
Vannak olyan allomorfok, amelyek determináltság nélküliék, és olyanok, amelyeket általában két tényezőkategória határoz meg: fonetikai tényezők és morfológiai (alaktani) tényezők.

## Determinálatlan allomorfok
Egyes ilyen allomorfok szabad váltakozást mutatnak, azaz a nyelvhasználó akármelyiket tetszés szerint választhatja, mivel azonos a lexikai vagy a grammatikai jelentésük. Példák:
- A magyar nyelvben ilyen a FEL szótő morféma két allomorfja, a fel és a föl.[1]
- A franciában ez az esete a s’asseoir ’leülni’ ige egyes igeidőkben létező két paradigmájának: je m’assieds / je m’asseois ’leülök’, nous nous asseyons / nous nous assoyons ’leülünk’ stb.[6]
- A románban a chibrit ’gyufa’ szónak két többes számú alakja van: chibrituri és chibrite.[4]
- A BHMSZ-ben[7] a melléknevek hímnem egyes szám birtokos eset ragjának van két allomorfja, pl. novog és novoga ’az új vmije/vkije’.[8]

Egyes morfémáknak vannak szabályos és rendhagyó allomorfjaik. Olyan rendhagyó is van, amely determinálatlan, de nem szabad változat, mivel nem használható a többi allomorf helyett. Ilyen például az angol nyelvben a szabálytalan mice ’egerek’ többes számú alak (egyes szám mouse), amely a többes szám morfémájának egyik allomorfja, többek között az -s [s] alakkal együtt (pl. a caps ’sapkák’ szóban, egyes szám cap).

## Determinált allomorfok
A fonetikai és a legtöbb morfológiai allomorfok használatát a kontextusuk (környezetük, szomszédságuk) határozza meg, azaz nincs olyan kontextus, amelyben egy morféma egynél több ilyen allomorfja jelenhetne meg. Ezek a morféma helyzeti változatai, amelyek kiegészítő eloszlásúak. Általában rendszeresen és szabályszerűen megjósolható, hogy milyen környezetben melyik jelenik meg.

### Fonetikai allomorfok
Az ilyen allomorfokat különféle fonetikai jelenségek határozzák meg, melyek közül egyesek csak bizonyos nyelvekre jellemzők. A közöttük levő különbséget jelzi vagy nem jelzi az írás, illetve egyazon nyelvben olykor jelzi, máskor nem, az adott nyelv helyesírási szabályaitól függően. A hasonulás az egyik olyan fonetikai jelenség, amely allomorfokat okoz több nyelvben:
(magyarul) Egy olyan összetett szó megalkotásakor, mint például vasgolyó [ˈvɒʒɡojoː] (< vas [vɒʃ'] + golyó [ɡojoː]), az első összetevő végén levő zöngétlen mássalhangzó a második elején levő zöngés mássalhangzóhoz hasonul, és ezt nem jelzi az írás.
(angolul) A többes szám morfémájának több allomorfja van, köztük [s] és [z], mindkettő írása -s. Az elsőt zöngétlen mássalhangzó előzi meg (pl. caps), a másodikat zöngés, amely zöngéssé teszi az [s]-t, pl. logs [lɒɡz] ’rönkök’.
(franciául) Az ab- prefixumnak (előképzőnek) két allomorfját nem különbözteti meg az írás. Az egyik [ab] (pl. abnégation ’önfeláldozás’), a másik [ap] (pl. absurde [apsyrd]). Az utóbbi példában a prefixum mássalhangzója a tő kezdeti zöngétlen mássalhangzójához hasonul.
(románul) Amikor az în ’-ba(n)/-be(n)’ elöljárószó prefixumként használt, az [ɨn] allomorfja áll magánhangzó előtt (pl. a se îneca ’megfulladni’), és az [ɨm] allomorfja [p] és [b] előtt (pl. îmbuna ’lecsillapítani’), mivel ezek átruházzák bilabiális jellegüket az [n]-re.
(BHMSZ) Ebben a nyelvben a hasonulásokat legtöbbször jelzi az írás. Például a težak (hímnem) – teška (nőnem) ’nehéz’ párban a szótő utolsó zöngés mássalhangzója a nőnem alanyeset ragjának a zöngétlen mássalhangzójához hasonul.
Egyes nyelvekre, mint például a magyar, a finn vagy a török, jellemző a magánhangzó-harmónia. Ez is a hasonulás egyik típusa. Abban a tendenciában áll, hogy a szó mindegyik magánhangzójának egy vagy több közös vonása legyen. Ez azt eredményezi, hogy a toldalékok legalább egy részének olyan allomorfjaik vannak, amelyek magánhangzója harmonizál a szó többi magánhangzójával. Példák:
- A magyarban a részes eset ragjának két allomorfja van: -nek (elöl képzett magánhangzós) és -nak (hátul képzett magánhangzós). Az elsőt olyan szóhoz lehet hozzáadni, mint gyermek (részes esetben gyermeknek), a másodikat olyanhoz, mint ház → háznak.[15]
- A finn nyelvben példa a magánhangzó-harmónia szabályai révén létező allomorfokra a magyar -ban/-ben rag megfelelője: metsässä ’erdőben’ (elöl képzett magánhangzós) , de talossa ’házban’ (hátul képzett magánhangzós).[3]
- A török nyelvben is elöl képzettekre és hátul képzettekre oszlanak a magánhangzók a harmónia szempontjából. Például a főnevek többes száma a -ler/-lar toldalékkal alakul: evler ’házak’, atlar ’lovak’.[16]

Egy másik allomorfokat okozó fonetikai jelenség a szinkópa (hangkivetés). A magyar nyelv története során ez például a terem főnév term allomorfját képezte. Az első tőszó és egyes esetekben szótő (pl. teremben), a második többek között a tárgyesetű alak töve: termet.
Egyes nyelvekben, amelyek helyesírása túlnyomóan a hagyományőrzés elvén alapul, olyan morfémák is vannak, amelyek kikoptak a beszédből a történetük során, de megmaradtak írásban. Ilyen a francia nyelvben a fő- és melléknevek többes számának a szabályos morfémája, -s. Kiejtése mégis megmaradt [z]-ként például a határozott névelőben, de csak magánhangzóval kezdődő szavak előtt. Ezért ennek a névelőnek két allomorfja van, mássalhangzó előtt [le] (pl. les parents [leparɑ̃] ’a szülők’), magánhangzó előtt [lez] (pl. les enfants [lezɑ̃fɑ̃] ’a gyerekek’).

### Alaktani allomorfok
Ha egy allomorfot nem fonetikai jelenség határoz meg, akkor általában alaktani allomorfról van szó.
Allomorfnak számít például az olyan szótő, amelyben legalább egy magánhangzó változik csak belső flexió révén, azaz toldalék hozzáadása nélkül. Példák:
(arabul) kitab ’könyv’ ~ katib ’író’;
(angolul) sing ’énekelni’ ~ sang (simple past) ~ sung (past participle) ~ song ’ének’, foot ’lábfej’ ~ feet ’lábfejek’;
(franciául) il/elle peut ’tud, bír’ ~ il/elle put ’tudott, bírt’, il/elle sait ’tud’ (vmit) ~ il/elle sut ’tudott’;
(spanyolul) hace ’csinál, tesz’ ~ hice ’csináltam, tettem’.
Olyan tőallomorfok is vannak, amelyeket a hozzáadott toldalékok okoznak fonetikai hatás nélkül. Ez a esete a ’menni’ jelentésű francia igének. Tövének három allomorfja van. A főnévi igenév képzője és kijelentő mód jelen időben egyes személyragok az all- tőalakhoz járulnak (aller ’menni’, nous allons ’megyünk’), kijelentő mód jelen időben más ragok a v- tőallomorfhoz (je vais ’megyek’ stb.), jövő időben pedig a tőalak i-: j’irai ’menni fogok’ stb.
Toldalékoknak is lehetnek alaktani allomorfjaik. Például a román nyelvben a határozói igenév morfémájának kettő van (-ând [ɨnd] és -ind [ind]) attól függően, hogy mely igeragozási osztályról van szó, pl. cânta ’énekelni’ → cântând ’énekelve’, viszont citi ’olvasni’ → citind ’olvasva’.

### Stilisztikai allomorfok
A szakirodalomban megtalálható az a feltétel, hogy az allomorfoknak azonosaknak kell lenniük úgy lexikai jelentésük szempontjából, mint stilisztikai szempontból, vagyis egyazon nyelvváltozathoz kell tartozniuk. A franciában vannak olyan tőmorfémák, amelyeknek azonos jelentésű különböző alakjaik vannak, az egyik a latinból örökölt, a másik a latinból átvett, pl. école ’iskola’ és scol- (a scolaire ’iskolai’ szóban). Boukreeva 1996 szerint ezek allomorfok, mivel stilisztikailag is azonosak. Azonban például étoile ’csillag’ és stell- (a stellaire szóban), amely magyar összetett szavakban a ’csillag-’ előtagnak felel meg (pl. carte stellaire ’csillagtérkép’) szerinte nem allomorfok, mert étoile általánosabb jelentésű és létezik egy étoilé ’csillagos’ belőle képzett melléknév, miközben stellaire főleg tudományos, tehát stilisztikailag nem azonosak.
Mégis egyes szerzők stilisztikai allomorfokat is megemlítenek. Ilyenek lennének a franciában a ’tudok, bírok’ megfelelői, je peux és je puis, az első a sztenderd szokásos nyelvi regiszterben, a második a választékos regiszterben és egyes dialektusokban. Ezek Dubé 2009 szerint kvázi-kiegészítő eloszlású stilisztikai változatok, amelyek egyazon morféma allomorfjai.